# Vlajka Murmanské oblasti

Vlajka Murmanské oblasti
Poměr stran: 2:3

Vlajka Murmanské oblasti, jedné z oblastí Ruské federace, je tvořena listem o poměru stran 2:3, se dvěma vodorovnými pruhy: modrým a červeným o poměru šířek 4:1. Modrý pruh nese vyobrazení polární záře, rozmístěné uprostřed pruhu v délce odpovídající šířce listu a šířce odpovídající 2/5 této šířky.
Barvy vlajky jsou převzaté ze znaku, modrá barva připomíná krásu a velikost, červená hrdinství a sílu. Polární záře připomíná geografickou polohu za polárním kruhem.

## Historie
Murmanská oblast byla vyhlášena 28. května 1938. V sovětské éře oblast neužívala žádnou vlajku. 
Zato město Murmansk bylo jedinou místní entitou, která od roku 1968 užívala vlastní symboliku – znak, který byl, ač vznikl v sovětském období, potvrzen i po rozpadu Sovětského svazu.

Znak Murmansku

Vlajka Murmanské oblasti byla schválena oblastní dumou 25. června 2004 a přijata zákonem Murmanské oblasti č. 491-01-ZMO ze dne 1. července 2004 („O znaku a vlajce Murmanské oblasti”). Popis vlajky v zákoně byl mírně upraven novelizací zákona (50101-ZMO ze 30. září 2004, schváleni obl. dumou 23. září).
Vlajka vychází ze znaku oblasti, který byl inspirován právě znakem Murmansku. Autorem vlajky je Petr Abarin, umělec ze Severomorsku.

## Vlajky okruhů a rajónů Murmanské oblasti

Uzavřené město Alexandrovsk (I) Poměr stran: 2:3
Uzavřené město (vesnice) Vidjajevo (II) Poměr stran: 2:3
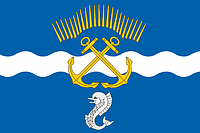
Uzavřené město Zaozjorsk (III) Poměr stran: 2:3
Hlavní město Murmansk (IV) Poměr stran: 2:3
Uzavřené město Ostrovnoj (V) Poměr stran: 2:3
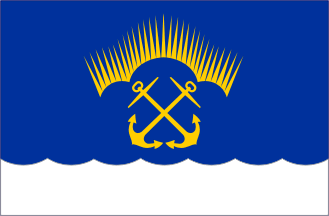
Uzavřené město Severomorsk (VI) Poměr stran: 2:3

Murmanská oblast se od 1. ledna 2021 člení na 4 rajóny, 7 obecních okruhů a 6 městských okruhů (kromě oblastního hlavního města Murmansku jde o uzavřená města – ZATO).
Rajóny

Kandalakšský rajón (1) Poměr stran: 2:3
Kolský rajón (2) Poměr stran: 2:3
Lovozerský rajón (3) Poměr stran: 2:3
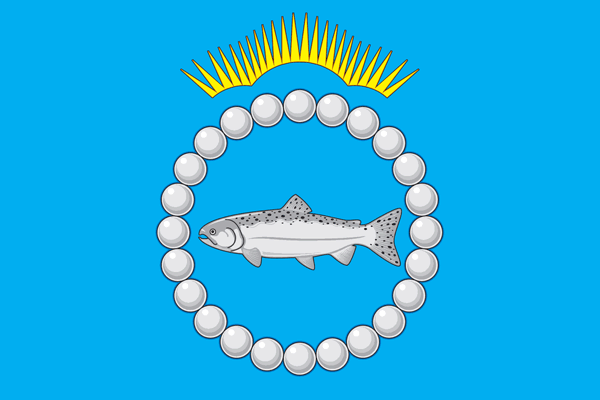
Terský rajón (4) Poměr stran: 2:3

Obecní okruhy

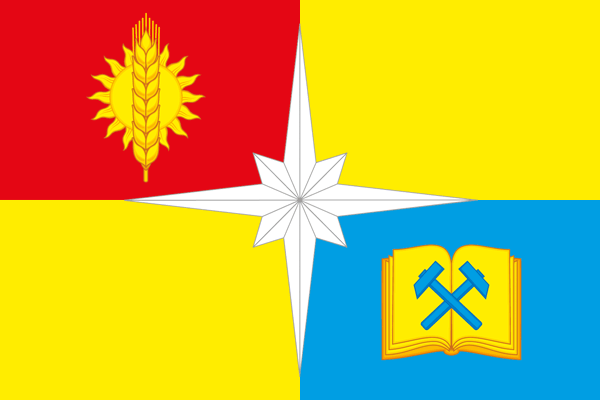
Apatity (I) Poměr stran: 2:3
Kirovsk (II) Poměr stran: 2:3
Kovdor (III) Poměr stran: 2:3
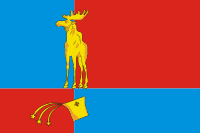
Mončegorsk (IV) Poměr stran: 2:3
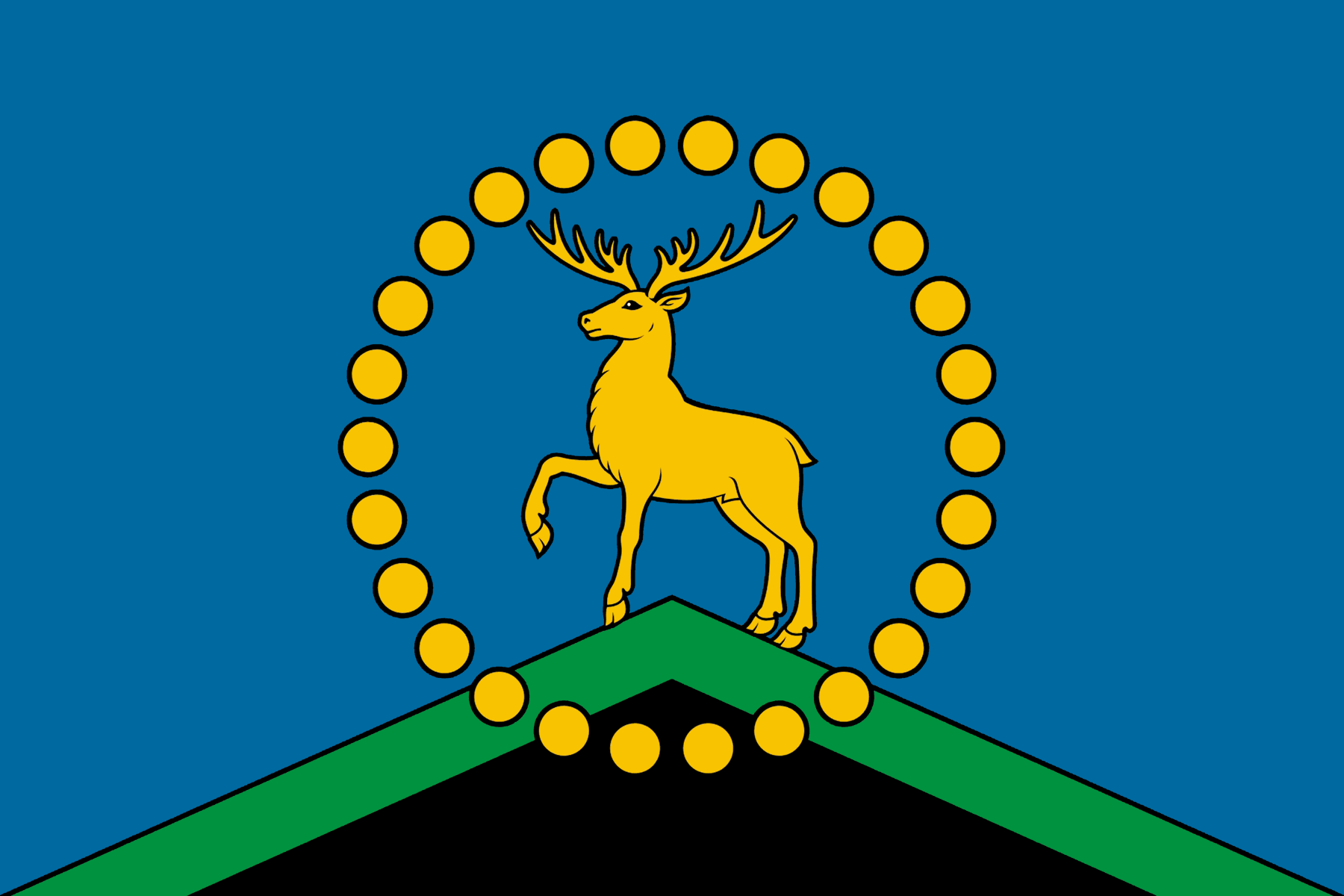
Oleněgorsk (V) Poměr stran: 2:3
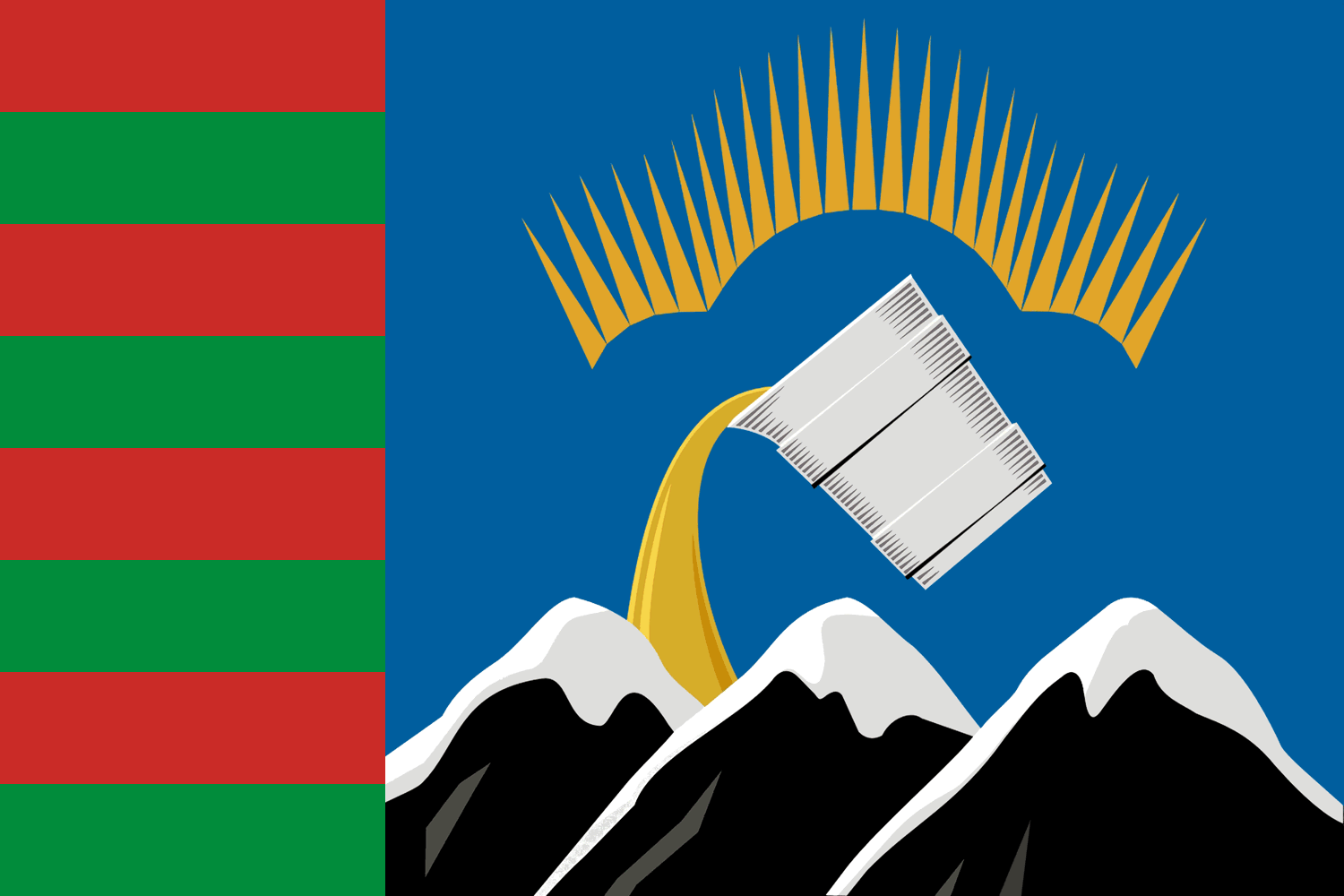
Pečengský okruh (VI) Poměr stran: 2:3
Poljarnyje Zori (VII) Poměr stran: 2:3

Mestské okruhy
- Uzavřené město Alexandrovsk (I)
Poměr stran: 2:3
- Uzavřené město (vesnice) Vidjajevo (II)
Poměr stran: 2:3
- Uzavřené město Zaozjorsk (III)
Poměr stran: 2:3
- Hlavní město Murmansk (IV)
Poměr stran: 2:3
- Uzavřené město Ostrovnoj (V)
Poměr stran: 2:3
- Uzavřené město Severomorsk (VI)
Poměr stran: 2:3